# Campeonato Mundial de Remo de 2026
El LIV Campeonato Mundial de Remo se celebrará en Ámsterdam (Países Bajos) en el año 2026 bajo la organización de la Federación Internacional de Sociedades de Remo (FISA) y la Real Federación Neerlandesa de Remo.